# Reiner Michalke

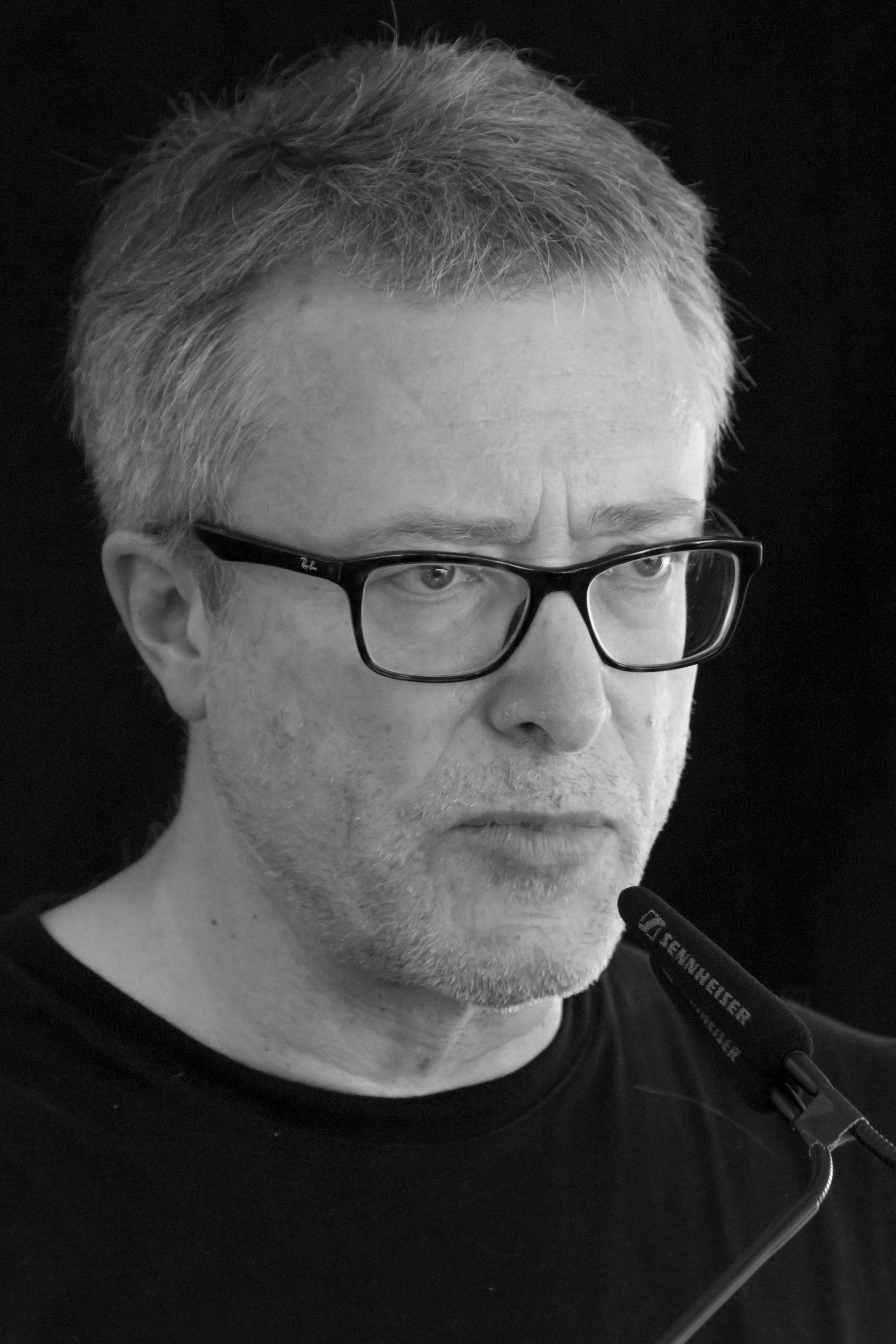
Reiner Michalke beim mœrs festival 2014

Reiner Michalke (* 1956 in Köln) ist ein deutscher Festivalleiter, ehemaliger Bassist und Jazzfunktionär. Er ist insbesondere als Programmchef des Stadtgarten (Köln) zwischen 1986 und 2022 und als künstlerischer Leiter des mœrs festival von 2005 bis 2016 bekannt. Michalke ist weiterhin geschäftsführender Intendant der „Monheim Triennale“.

## Wirken
Michalke studierte Volkswirtschaftslehre und Musik (beides in Köln) und gründete 1978 mit Kölner Jazzmusikern wie Achim Fink oder Wulfin Lieske den Verein „Initiative Kölner Jazz Haus e. V.“, dessen Vorsitzender er bis 2017 war.
Von 1976 bis 1986 war er als freischaffender Musiker (u. a. „Extempore“, „NoNett“), Sachverständiger für Kulturpolitik, Produzent („Stadtmusik“) und Moderator (u. a. für WDR und Deutschlandfunk) sowie als Dozent für Bass, Gitarre und Ensemblespiel an der Musikschule Remscheid tätig.
Seit 1986, als der Konzertbetrieb im Stadtgarten aufgenommen wurde, war er dort als geschäftsführender Gesellschafter für das Programm verantwortlich. Der »Stadtgarten« gilt als international beachtete Spielstätte im Bereich Weltmusik und Jazz und präsentiert jährlich auf zwei Bühnen und im Restaurant ca. 400 Musikveranstaltungen. 2022 wechselte Kornelia Vossebein für ihn ein.
Sein erstes Festival veranstaltete Michalke mit den anderen Mitgliedern der „Initiative Kölner Jazz Haus e. V.“ 1978 in Köln-Holweide („1. KölnerJazz Haus Festival“). Beim Festival „post this & neo that“, das zwischen 1989 und 1996 in der Kölner Philharmonie stattfand, hatte er gemeinsam mit Matthias von Welck die künstlerische Leitung. Für die „MusikTriennale Köln“ übernahm er 1991 (bis einschließlich 2007) die künstlerische Leitung für den Bereich „Jazz und Improvisierte Musik“. 2001 folgte die Gründung des „Büro für innovative Kulturprojekte und Kommunikation“, das u. a. Empfänge der Bundesregierung organisiert. Er wurde am 11. Mai 2005 zum künstlerischen Leiter des Moers Festival berufen. 2008 übernahm er die Leitung vom „Netzwerk Improvisierte Musik Moers“, das die Kulturstiftung des Bundes von 2008 bis 2011 im Rahmen des Netzwerks Neue Musik fördert.
Nach einem Wechsel im Amt des Moerser Bürgermeisters und unterschiedlichen Bewertungen zum finanziellen Zustand der für das Festival verantwortlichen städtischen Gesellschaft nahm der Aufsichtsrat im August 2016 sein Rücktrittsangebot an. Zusammen mit von Welck, Gerhard Veeck und Norbert von der Grün wurde er 2017 für seine langjährigen Verdienste um die Entwicklung des Stadtgartens mit dem Kölner Kulturpreis als „Kulturmanager des Jahres“ ausgezeichnet.
Michalke, für den Jazz „ein dehnbarer Begriff“ ist, beansprucht eine Rolle als Vermittler zwischen Musikern und der Politik. Zudem war er Mitglied im „Europe Jazz Network“, einem von der EU geförderten Zusammenschluss europäischer Jazz-Konzertdirektoren, in der „Bundeskonferenz Jazz“, wo er für Europafragen zuständig war, und im Musikbeirat des Goethe-Instituts.

## Veröffentlichungen
- Reiner Michalke: Zehn Jahre Aktuelle Musik in Köln, in: Hans-Jürgen von Osterhausen (Hrsg.): On Stage – 10 Jahre Stadtgarten Köln. DuMont Reiseverlag, Ostfildern 1996, ISBN 3-7701-3958-5
- Reiner Michalke (Hrsg.): Die Spielstätte für Jazz und aktuelle Musik Nordrhein-Westfalen. Klartext Verlag, Essen 2004, ISBN 978-3-89861-354-5
- Reiner Michalke: Von gebrauchten und von neuen Räumen, in: Kulturpolitische Gesellschaft e. V. (Hrsg.), publikum. macht. kultur. Kulturpolitik zwischen Angebots- und Nachfrageorientierung, Klartext Verlag, Essen 2006, ISBN 978-3-89861-569-3